# سلسو پینیا
سلسو پینیا (اسپانیایی: Celso Piña‎؛ ‏ ۶ آوریل ۱۹۵۳ – ۲۱ اوت ۱۹۵۳) موسیقی‌دان، خواننده، آهنگساز و نوازندهٔ آکوردئون اهل مکزیک بود. وی بین سال‌های ۱۹۸۰ تا ۲۰۱۹ میلادی فعالیت می‌کرد و مشهورترین هنرمند جنبش کومبیا کلمبیا در مونتری مکزیک محسوب می‌شد. وی با هنرمندان متفاوتی چون خولیتا ونگاس همکاری داشت و از دوستان گابریل گارسیا مارکز بود.